# Az év magyar tollaslabdázója
Az év magyar tollaslabdázója címet 1972 óta ítéli oda a Magyar Tollaslabda Szövetség. A díjat legtöbb alkalommal Krausz Gergely (7) valamint Cserni Éva és Fórián Csilla (9-9) nyerte el.

## Díjazottak
| Év   | Férfiak         | Nők                         |
| ---- | --------------- | --------------------------- |
| 1972 | Cserni János    | Cserni Éva                  |
| 1973 | Cserni János    | Cserni Éva                  |
| 1974 | Cserni János    | Cserni Éva                  |
| 1975 | Englert István  | Cserni Éva                  |
| 1976 | Bereknyei Imre  | Cserni Éva                  |
| 1977 | Bereknyei Imre  | Cserni Éva                  |
| 1978 | Bereknyei Imre  | Gláser Zsuzsa               |
| 1979 | Rolek Ferenc    | Cserni Éva                  |
| 1980 | Englert István  | Vígh Ildikó                 |
| 1981 | Englert István  | Vígh Ildikó                 |
| 1982 | Vörös György    | Cserni Éva                  |
| 1983 | Englert István  | Vígh Ildikó                 |
| 1984 | Vörös György    | Vígh Ildikó                 |
| 1985 | Vörös György    | Vígh Ildikó                 |
| 1986 | Petrovits Gábor | Cserni Éva                  |
| 1987 | Petrovits Gábor | Papp Andrea                 |
| 1988 | Petrovits Gábor | Fórián Csilla               |
| 1989 | Gebhard Tamás   | Fórián Csilla               |
| 1990 | Gebhard Tamás   | Harsági Andrea              |
| 1991 | Nagy Attila     | Harsági Andrea              |
| 1992 | Nagy Attila     | Fórián Csilla               |
| 1993 | Bánhidi Richárd | Harsági Andrea              |
| 1994 | Szalai Gyula    | Harsági Andrea              |
| 1995 | Szalai Gyula    | Ódor Andrea                 |
| 1996 | Szalai Gyula    | Dakó Andrea, Kocsis Adrienn |
| 1997 | Kocsis Zsolt    | Fórián Csilla               |
| 1998 | Kovács Attila   | Dakó Andrea                 |
| 1999 | Horváth Kristóf | Ádám Krisztina              |
| 2000 | Horváth Kristóf | Fórián Csilla               |
| 2001 | Csiszér Levente | Fórián Csilla               |
| 2002 | Csiszér Levente | Ádám Krisztina              |
| 2003 | Csiszér Levente | Fórián Csilla               |
| 2004 | Csiszér Levente | Fórián Csilla               |
| 2005 | Horváth Kristóf | Fórián Csilla               |
| 2006 |                 |                             |
| 2007 | Tóth Henrik     | Ádám Krisztina              |
| 2008 | Tóth Henrik     | Varga Sarolta               |
| 2009 | Tóth Henrik     | Varga Orsolya               |
| 2010 | Tóth Henrik     | Varga Orsolya               |
| 2011 | Tóth Henrik     | Varga Orsolya               |
| 2012 |                 |                             |
| 2013 | Tóth Henrik     | Sárosi Laura                |
| 2014 | Krausz Gergely  | Sárosi Laura                |
| 2015 | Krausz Gergely  | Sárosi Laura                |
| 2016 | Krausz Gergely  | Sárosi Laura                |
| 2017 | Krausz Gergely  | Sándorházi Vivien           |
| 2018 | Krausz Gergely  | Sándorházi Vivien           |
| 2019 | Krausz Gergely  | Sárosi Laura                |
| 2020 | Krausz Gergely  | Sárosi Laura                |
| 2021 | Krausz Gergely  | Sárosi Laura                |
| 2022 | Pytel Gergő     | Kőrösi Ágnes                |
| 2023 | Pytel Gergő (2) | Sándorházi Vivien           |
| 2024 | Szerecz Márton  | Kőrösi Ágnes (2)            |